# Tarzetta gaillardiana
Tarzetta gaillardiana är en svampart som först beskrevs av Boud och fick sitt nu gällande namn av Korf & J.K. Rogers 1971. Tarzetta gaillardiana ingår i släktet Tarzetta, familjen Pyronemataceae, ordningen Pezizales, klassen Pezizomycetes, divisionen Ascomycota och riket Fungi.